# 中島村 (大阪府)
中島村（なかしまむら）は、大阪府西成郡にあった村。現在の大阪市東淀川区の一部にあたる。

## 地理
- 安威川、神崎川

## 歴史
中島の地名は神崎川と大川に挟まれた地域を指し、このうち中津川（おおむね新淀川）以南を南中島、同以北の上流側（東部）を上中島、下流側（西部）を下中島と称した。当地域は上中島の北東部に位置する。

### 沿革
- 1868年（明治元年） - 西成郡大道新家村が小松村に改称。
- 1889年（明治22年）4月1日 - 町村制施行により、西成郡江口村、小松村が合併して中島村が発足。西成郡新庄村大字上新庄に新庄村との組合村役場を設置。
- 1925年（大正14年）4月1日 - 大阪市に編入され、東淀川区江口町、小松町となる。同日中島村廃止。

## 交通

### 鉄道路線
現在は旧村域にOsaka Metro今里筋線の井高野駅が所在するが、当時は未開業。